# Ebn al Abadi
Pour les articles homonymes, voir Abadi.
Ebn al Abadi est un écrivain arabe, auteur d'un ouvrage, Aacab alketab, sur les punitions réservées aux pécheurs dans le Coran,.